# Robert Martens (Eishockeyspieler)
Robert Martens (* 4. Mai 1960 in Cartwright, Manitoba) ist ein ehemaliger kanadischer Eishockeyspieler, der unter anderem für den ECD Iserlohn in der 2. Bundesliga aktiv war.

## Karriere
Mit dem Eishockeyspielen begann Martens bei den Selkirk Steelers in der Manitoba Junior Hockey League (MJHL). Zur Saison 1980/81 wechselte er nach Deutschland und unterschrieb einen Vertrag beim ECD Iserlohn in der 2. Bundesliga. Mit 37 Treffern in 51 Spielen war er in der Saison 1981/82 der Toptorschütze seiner Mannschaft. Nachdem der ECD aber erneut den Aufstieg in die Bundesliga verpasst hatte, wurde sein Vertrag nicht verlängert und Martens beendete seine Karriere.

## Karrierestatistik
(Legende zur Spielerstatistik: Sp oder GP = absolvierte Spiele; T oder G = erzielte Tore; V oder A = erzielte Assists; Pkt oder Pts = erzielte Scorerpunkte; SM oder PIM = erhaltene Strafminuten; +/− = Plus/Minus-Bilanz; PP = erzielte Überzahltore; SH = erzielte Unterzahltore; GW = erzielte Siegtore; 1 Play-downs/Relegation; Kursiv: Statistik nicht vollständig)

## Familie

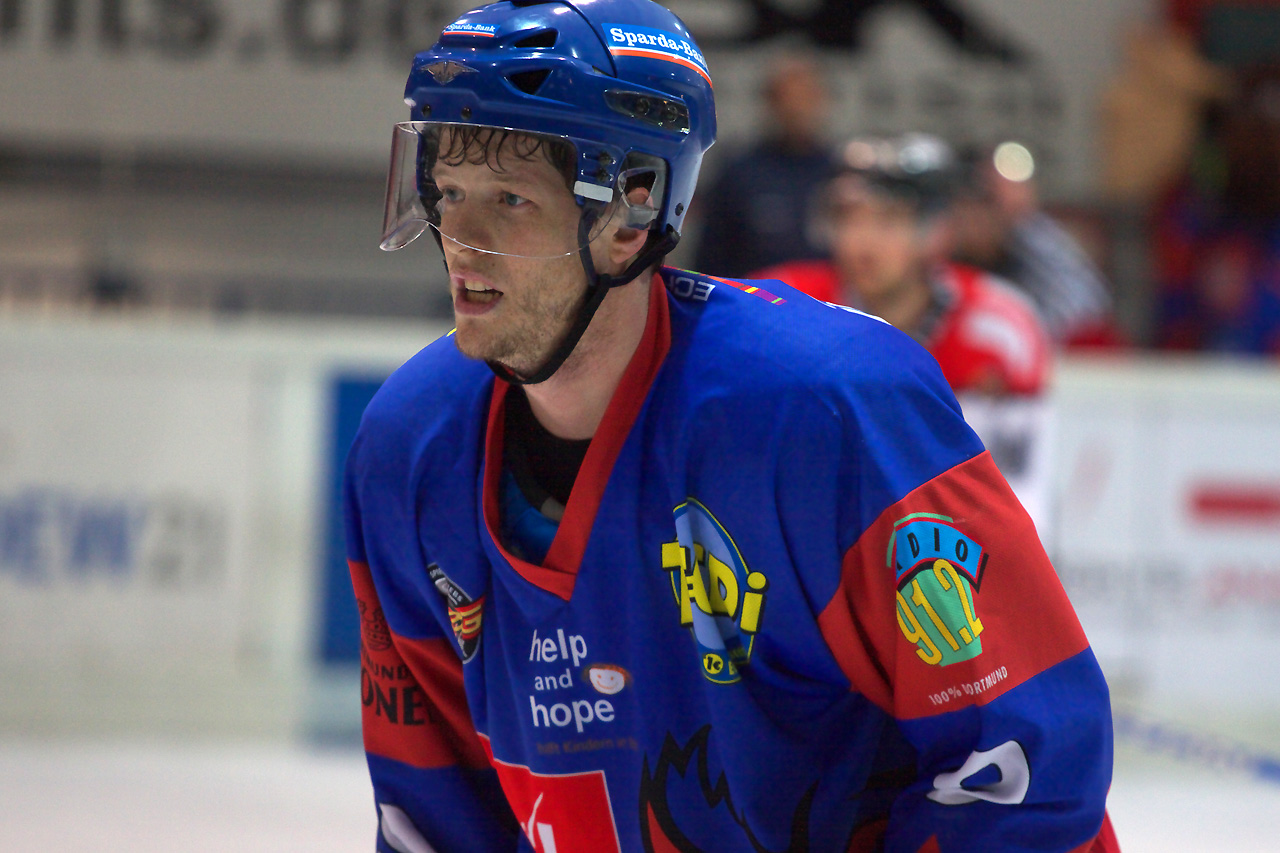
Ryan Martens, ehemaliger Spieler des EHC Dortmund, ist ein Sohn von Robert Martens

Robert Martens ist der jüngere Bruder des Eishockeyspielers Erwin Martens. Beide spielten sowohl bei den Selkirk Steelers als auch beim ECD Iserlohn zeitweise in einer Mannschaft. Er ist außerdem der Vater von Ryan Martens (* 1985), der ebenfalls Eishockeyspieler wurde und unter anderem einige Jahre in der deutschen Oberliga aktiv war.